# Stigmacros major
Stigmacros major är en myrart som beskrevs av Mcareavey 1957. Stigmacros major ingår i släktet Stigmacros och familjen myror. Inga underarter finns listade i Catalogue of Life.